# Svensk Pilotutbildning
Svensk Pilotutbildning AB är en svensk flygskola som har sin bas på Göteborg City Airport i Göteborg. Skolan grundades 1998 och har sex stycken flygplan i olika storlekar, samt två helikoptrar. 
Skolan innehar ett FTO - Flight Training Organisation, ett tillstånd utfärdat av Transportstyrelsen för att få bedriva flygskola och Trafikflygarutbildning i Sverige.
Skolan utbildar i första hand till trafikflygarcertifikat, Commercial Pilot Licence (CPL) och olika behörigheter till CPL, exempelvis Multi Engine (ME) och Instrument Rating (IR) men även för MCC och utbildningar till privatflygarcertifikat (PPL). Efter avslutad utbildning kan studenten söka jobb inom tung luftfart.
Skolans helikopterutbildning innefattar utbildning av CPL (H) med olika behörigheter, till exempel typbehörigheter, samt utbildar till privatflygarcertifikat, PPL (H)
Svensk Pilotutbildning utbildar på flygplanstypen Diamond Aircraft och på helikoptertypen Robinson R22 och Robinson R44.